# Pistole roventi
Pistole roventi (Gunpoint) è un film del 1966 diretto da Earl Bellamy.
È un film western statunitense con Audie Murphy, Joan Staley e Warren Stevens.

## Trama
Colorado, 1880. In una piccola cittadina una banda di fuorilegge guidata da Drago rapina una banca e rapisce la cantante del saloon, Uvalde. Lo sceriffo, Chad Lucas, forma una squadra per la cattura del criminale che comprende il fidanzato di Uvalde, Nate Harlan, un ragazzino, e il vice di Lucas che è segretamente in combutta con il fuorilegge. Durante l'inseguimento, Nate si rende conto che Chad e Uvalde sono stati amanti. Il gruppo battaglia con indiani e alcuni banditi prima di trovare Uvalde e sconfiggere la banda.

## Produzione
Il film, diretto da Earl Bellamy su una sceneggiatura di Mary Willingham e Willard W. Willingham, fu prodotto da Gordon Kay per la Universal Pictures e girato a St. George nello Utah. Il film fu l'ultimo dei sette western di Audie Murphy realizzati con il produttore Gordon Kay.

## Distribuzione
Il film fu distribuito con il titolo Gunpoint negli Stati Uniti dal 27 aprile 1966 al cinema dalla Universal Pictures.
Alcune delle uscite internazionali sono state:
- in Finlandia il 18 marzo 1966 (Junarosvojen jäljillä)
- in Francia il 23 marzo 1966
- in Germania Ovest nell'aprile del 1966 (Der Colt ist das Gesetz)
- in Austria nel maggio del 1966 (Der Colt ist das Gesetz)
- nel Regno Unito il 22 maggio 1966
- in Svezia il 5 settembre 1966 (Tågplundrarna i Colorado)
- in Portogallo il 6 maggio 1968 (Na Ponta da Pistola)
- in Francia (La parole est au colt)
- in Brasile (Matar ou Cair)
- in Grecia (O assos tou pistoliou)
- in Spagna (Traición y olvido)
- in Jugoslavia (Usijani pistolji)
- in Italia (Pistole roventi)

## Critica
Secondo il Morandini il film è "un western di serie B senza novità né sorprese".